# 彦狭島命
彦狭島命（ひこさしまのみこと、生没年不詳）は、古墳時代の豪族。『古事記』では日子寤間命（ひこさめまのみこと）の別名を伝える。

## 概要
『古事記』、『日本書紀』では孝霊天皇の皇子で、母は和知都美命の娘である絙某弟。『古事記』や『新撰姓氏録』では宇自鹿臣（針間牛鹿臣）や海直の祖とされる。伊藤博文は「伊藤公爵家系譜」において三男の小千王子が祖先だと主張した。
愛媛県伊予郡松前町にある伊予神社の主祭神として祀られている。